# Санто-Стефано (Венеция)
Церковь Са́нто-Сте́фано (итал. Santo Stefano) — церковь в Венеции (Италия), расположенная в районе Сан-Марко. Находится в северной части кампо (площади) Санто-Стефано. Один из лучших примеров готической архитектуры в Венеции.
В церкви много произведений искусства: картин, статуй, полиптихов, гробниц. Среди них есть работы таких мастеров, как Якопо Тинторетто, Бартоломео Виварини и Пьетро Ломбардо.
Церковь является одним из приходов викариата Сан-Марко-Кастелло. В состав этого прихода также входят церкви Сан-Самуель, Сан-Маурицио, Сан-Видаль и Ораторио ди Сан-Анджело дельи Цоппи.

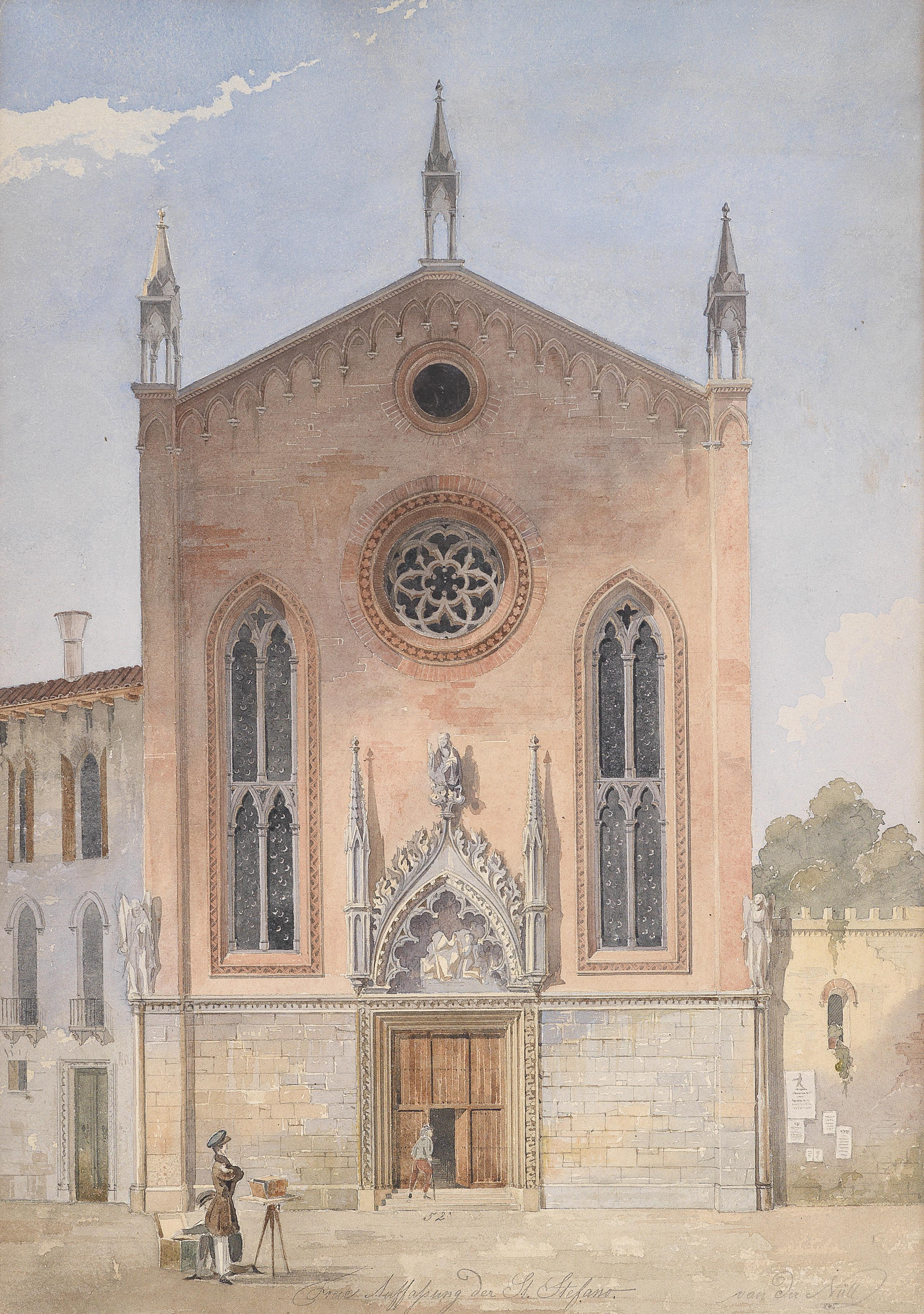
Фасад церкви Санто-Стефано на рисунке австрийского архитектора Эдуарда ван дер Нюлля 1845 года

## История
Первая церковь совместно с монастырём была заложена здесь около 1294 года монахами-отшельниками из ордена Святого Августина, прибывшими из церкви Сант-Анна-ин-Кастелло. Она была названа в честь святых Августина и Стефана. Строительство было начато в этом же году и закончено в 1325 году. Здание перестраивалось в XIV и в XV веках, в 1743 году была организована реконструкция.
За первые 250 лет своей истории церковь была шесть раз освящена заново из-за крови, проливавшейся в её стенах. Впервые это было сделано в 1348 году после того, как во время празднования Троицы монах по имени Фра Франческо Басадонна был ранен неким Джироламо Бонифацио. Другие трагические случаи происходили в церкви в 1556, 1561, 1567, 1583 и 1594 годах.

### Колокольня
Колокольня была построена в 1544 году в стиле позднего Ренессанса. 7 августа 1585 года верхняя секция 66-метровой кампанилы обрушилась после удара молнии, повредив соседние здания, а колокола расплавились. Замена им пришла из Англии, когда королева Елизавета I начала закрывать католические церкви. Сооружение перестраивалось в XVII и XVIII веках. Из-за постепенного проседания и увеличения наклона башни, её основание было укреплено между 1902 и 1906 годами. В настоящее время колокольня имеет характерный наклон и считается неустойчивой.

## Описание

### Внешний вид
Кирпичный фасад смотрит на северо-запад и выходит на тесную улочку под названием калле деи Фрати; из-за недостатка пространства полностью сфотографировать фасад очень трудно. С этой стороны находится главный вход — великолепный резной портал в готическом стиле, предположительно, авторства Бартоломео Бона. Вход состоит из дверей, арки над ними с изображением ангела и святого Стефана и двух декоративных башен с каждой стороны. Над данной композицией находится круглое окно, а прямо под крышей ещё одно поменьше. По бокам от входа находятся два арочных окна с обрамлением.
Южная часть церкви выходит на обширную площадь — кампо Санто-Стефано. Раньше на кампо проводились бои быков — последний бой состоялся именно тут в 1802 году.

### Интерьер
Внутри церковь состоит из одного центрального и двух боковых нефов, а также имеет три апсиды. Стены окрашены и украшены бриллиантами и узорами в виде листьев аканта. Богато украшенный потолок церкви сделан из корабельного киля, вероятно построенного в Арсенале Венеции. Красные и белые мраморные колонны поддерживают высокие стрельчатые арки, а пол приятно сочетается с остальной цветовой гаммой.

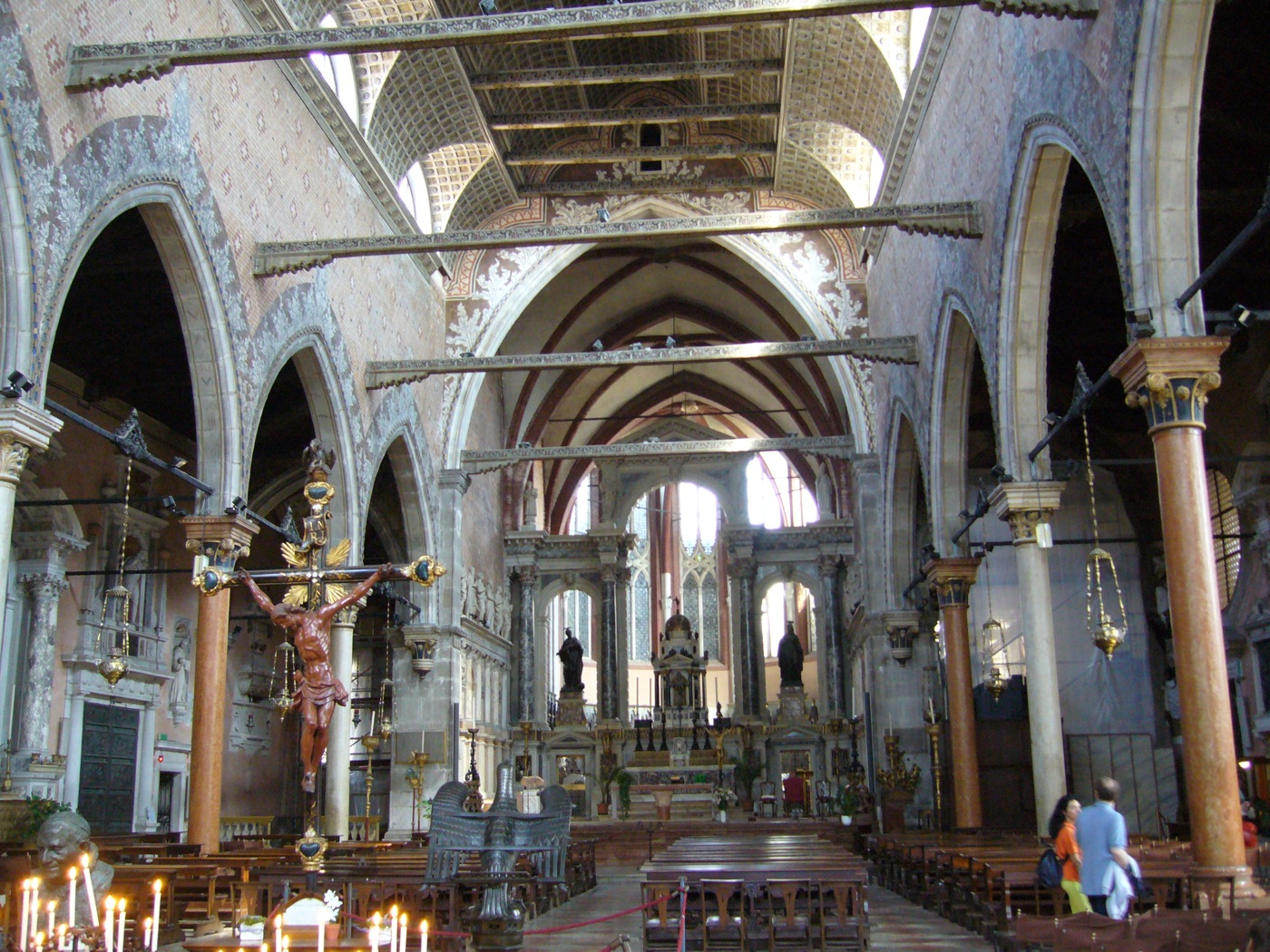
Внутреннее убранство церкви

### Монастырь
Монастырь, построенный в XIII веке вместе с церковью, был упразднён в 1810 году. При нём есть два монастырских дворика: большой, отдельный от кампо Сант-Анджело, и маленький, в котором, как утверждал Бернард Беренсон, находятся уничтоженные фрески Порденоне. По всей вероятности, один из дворов был построен Скарпаньино.

## Произведения искусства
Ризница крайне богата картинами: тут находятся поздние работы Якопо Тинторетто, такие, как «Моление о чаше», «Омовение ног» и большое полотно «Тайная вечеря», а также произведениями Бартоломео Виварини («Святой Николай Барийский»), Паоло Венециано («Распятие») и других художников. Гробница Джакомо Суриана была выполнена Пьетро Ломбардо, а статуи в ризнице обычно приписывают его сыну Туллио. Ниже слева от алтаря находится гробница сенатора Джованни Фальера, выполненная скульптором Антонио Кановой.
Среди утраченных произведений нужно назвать полиптих «Святой Иероним» работы Антонио Виварини и Джованни д'Алеманьи, ранее находившийся на стене по правой стороне от входа. Сейчас он является частью экспонатов Музея истории искусств в Вене.

## Надгробные памятники
- Дож Андреа Контарини
- Сенатор Джованни Фальер
- Дож Франческо Морозини
- Джакомо Суриан
- Композитор Джованни Габриели

## Галерея

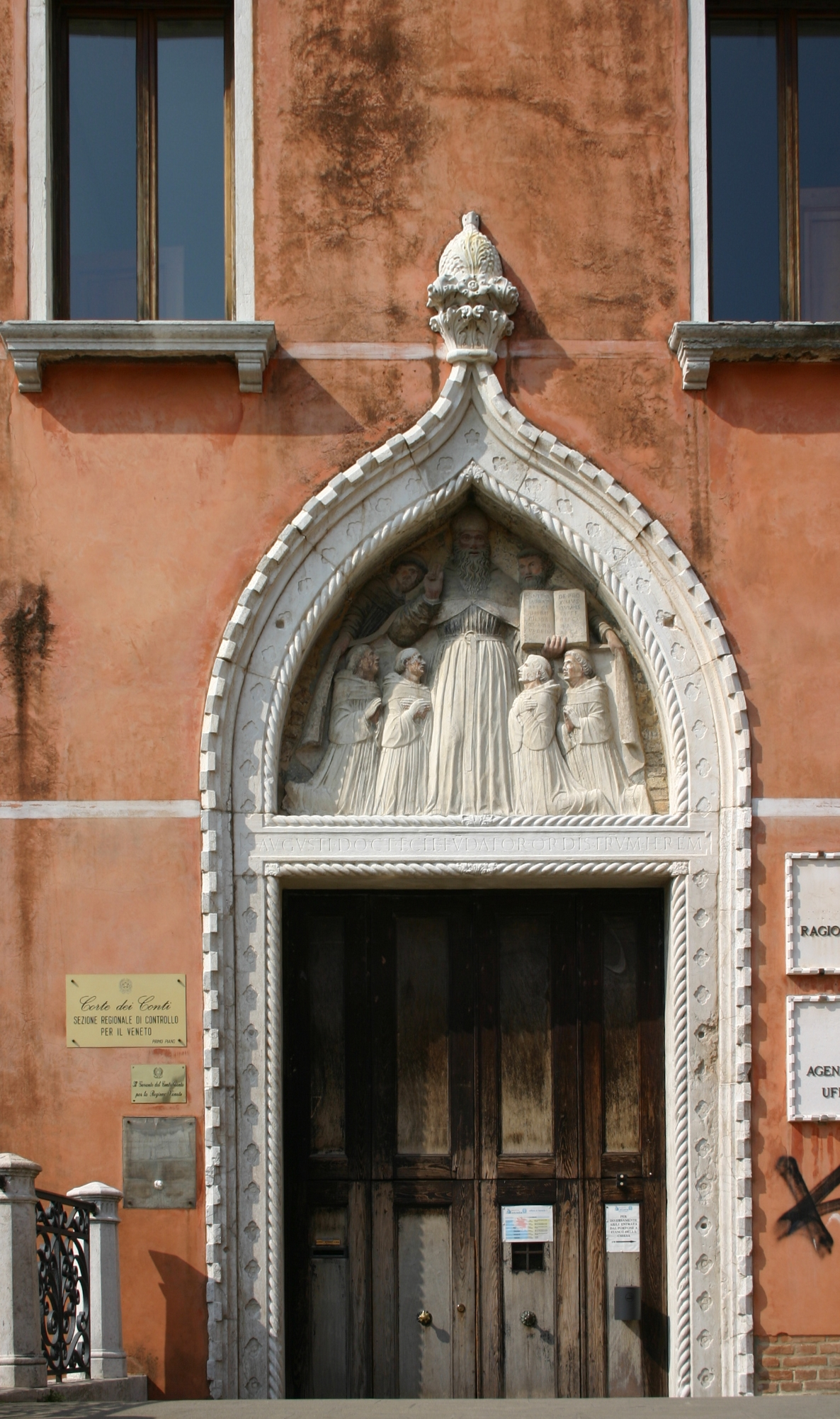
Вход на территорию бывшего монастыря с кампо Сант-Анджело
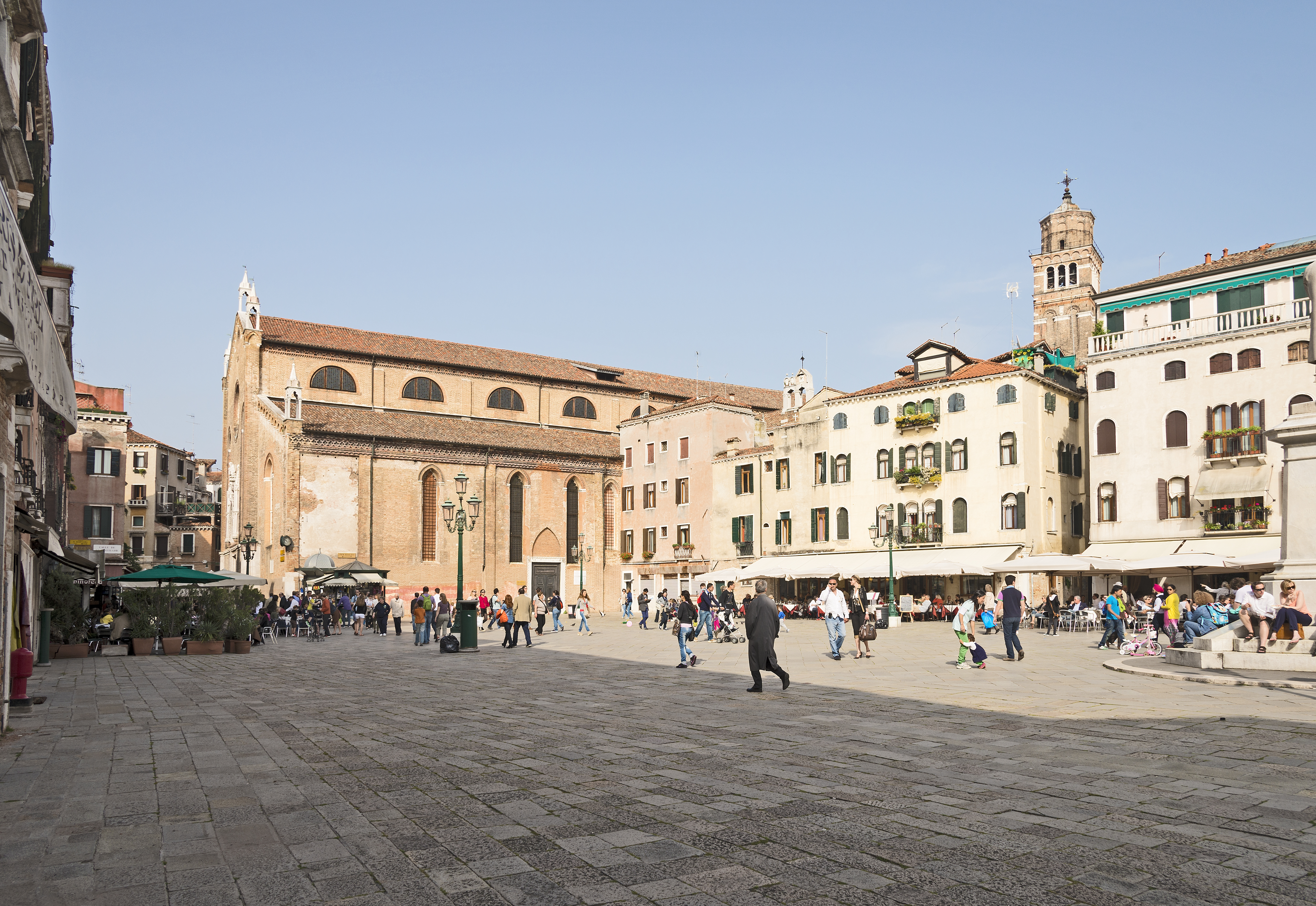
Вид на церковь с кампо Санто-Стефано
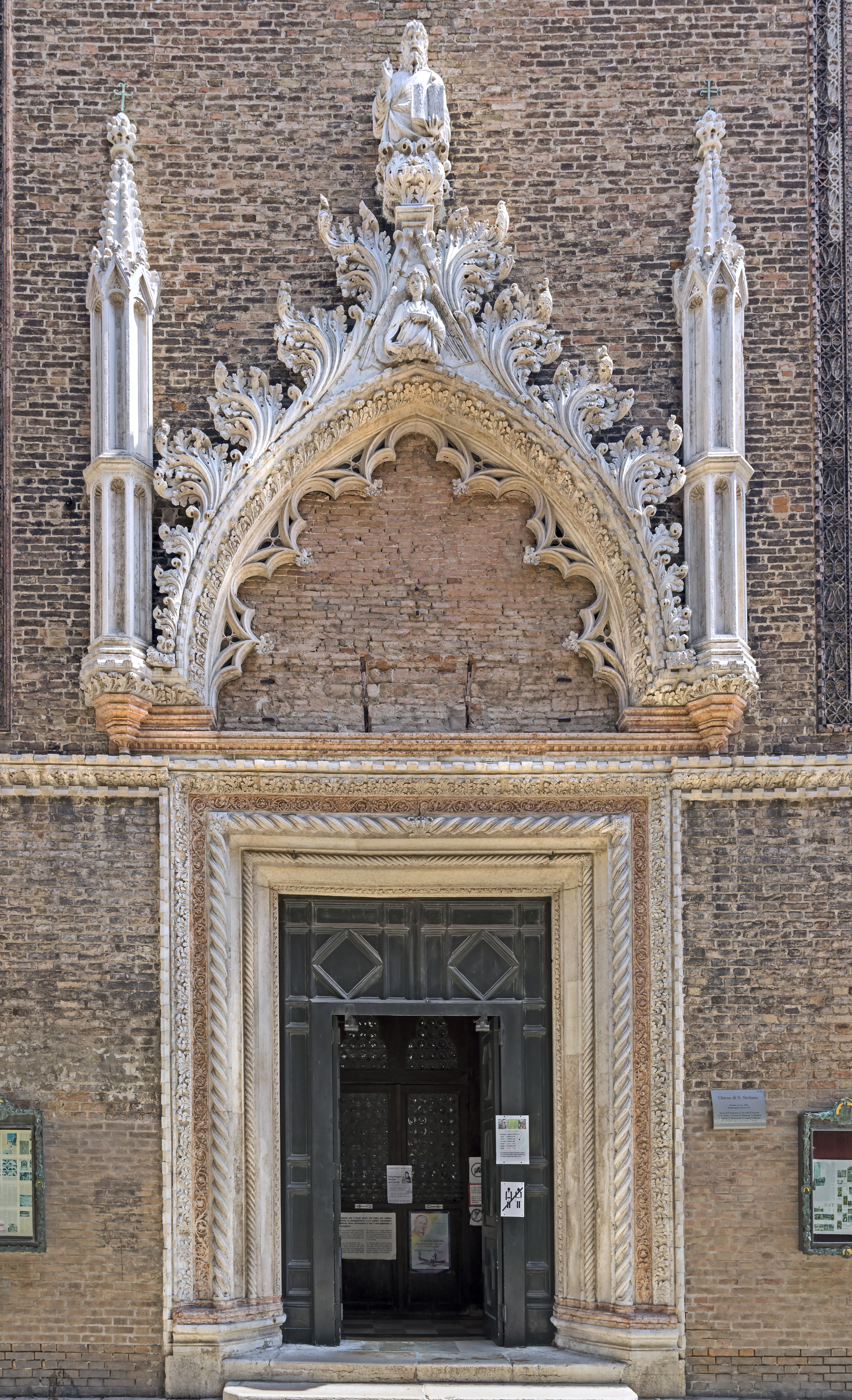
Деталь резной арки над входом
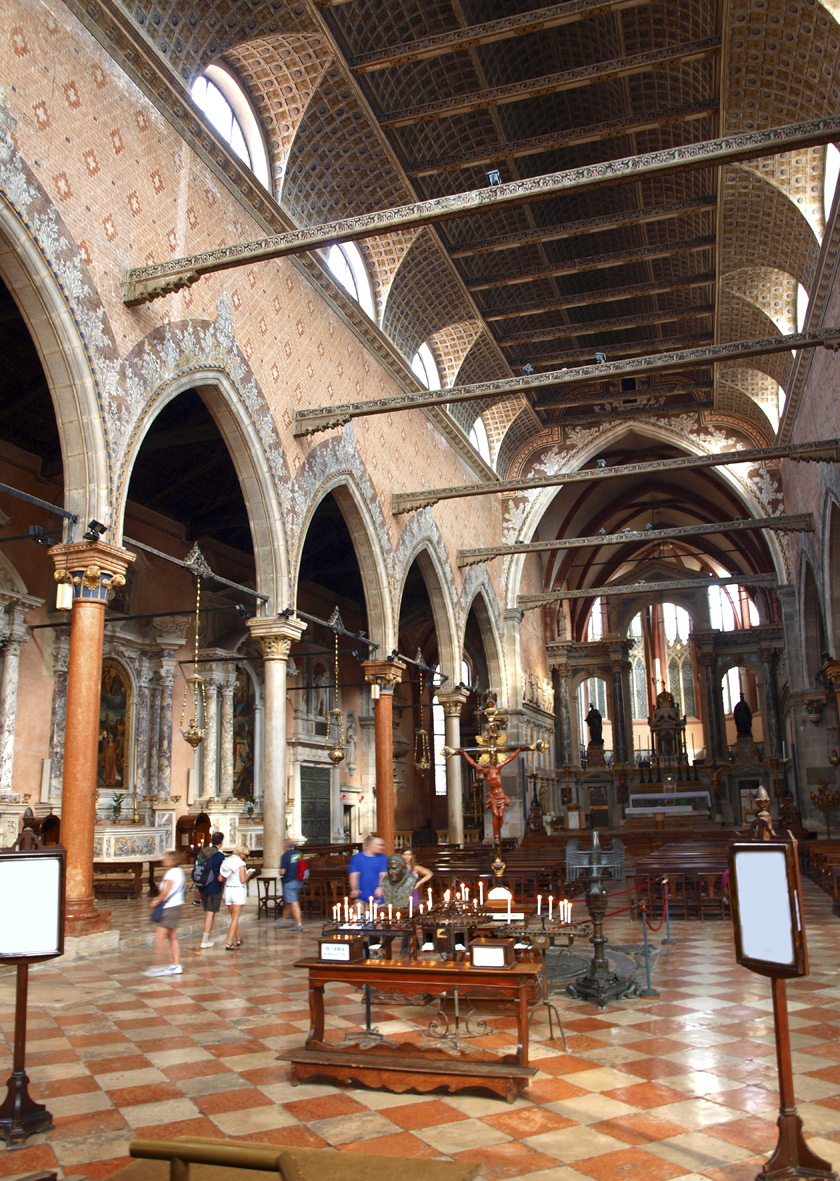
Интерьер церкви
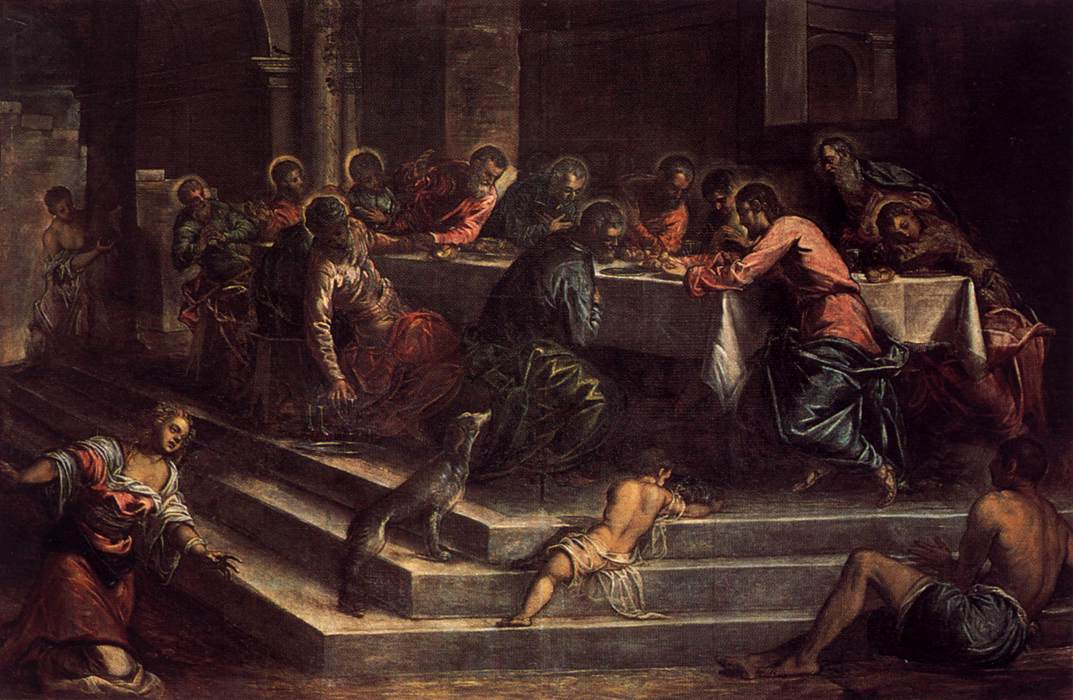
«Тайная вечеря» Якопо Тинторетто
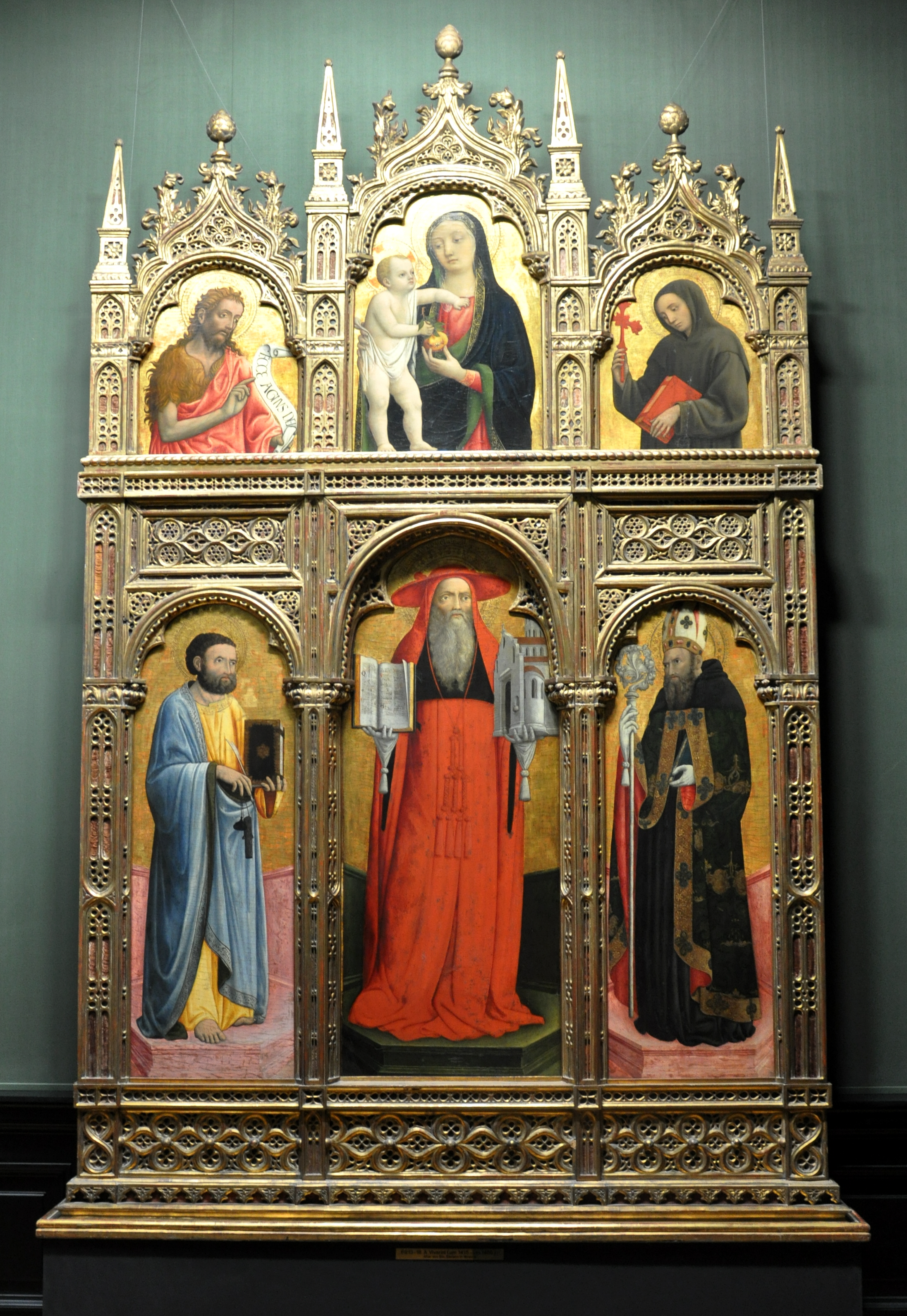
Полиптих «Святой Иероним», ныне находящийся в Вене
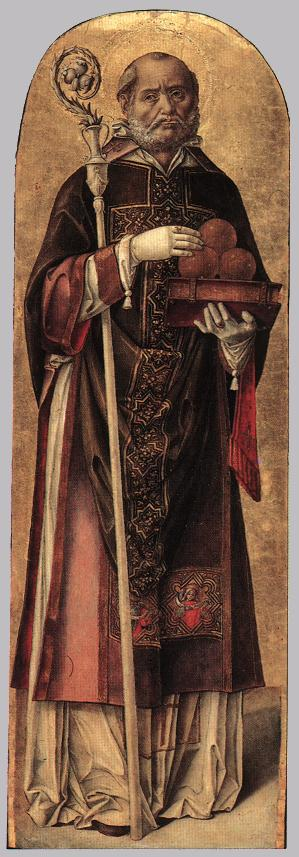
«Святой Николай Барийский» Бартоломео Виварини
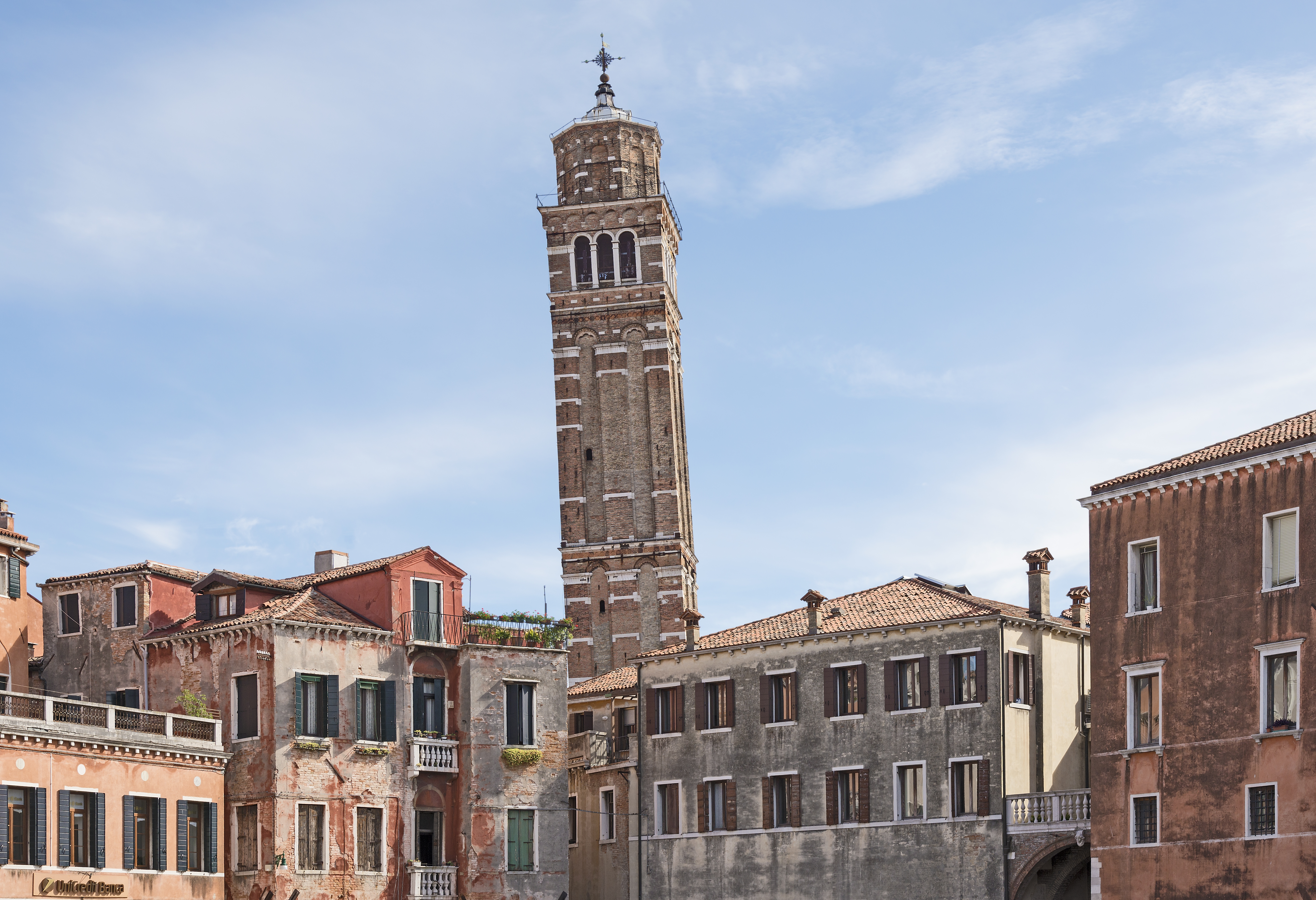
Колокольня под наклоном
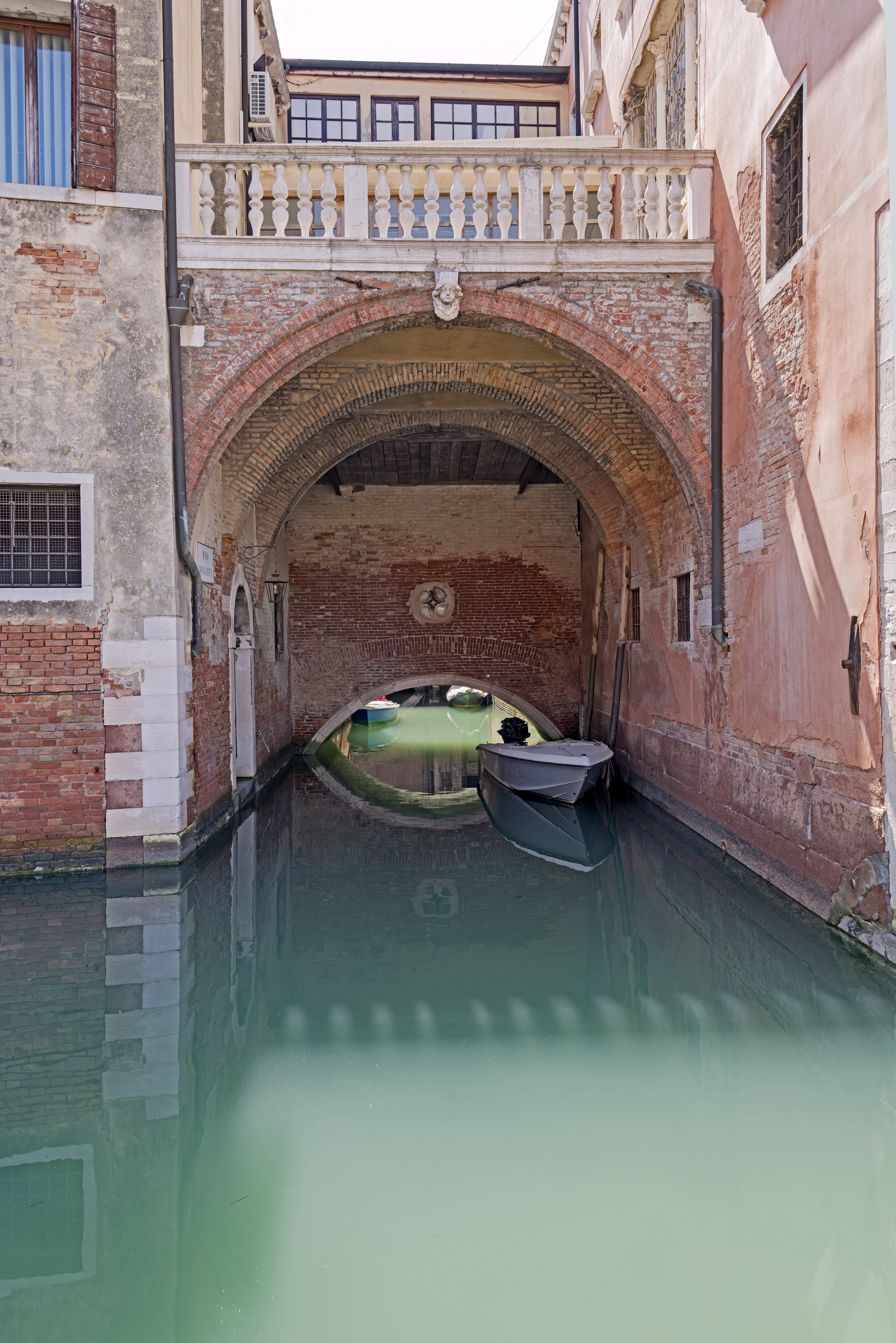
Канал, проходящий под зданием церкви

## Часы посещения
- Церковь: понедельник-суббота 10.00-18.00; воскресенье 15.00-18.00
- Монастырь: понедельник-пятница 9.00-13.00

## В искусстве и массовой культуре
Церковь Санто-Стефано изображена на картине английского художника Уильяма Тёрнера «Церковь Санто-Стефано, вид с Рио дель Сантиссимо». К тому же, в его альбомах можно часто встретить изображение церкви и её колокольни.